# 25111 Klokun
25111 Klokun è un asteroide della fascia principale. Scoperto nel 1998, presenta un'orbita caratterizzata da un semiasse maggiore pari a 2,3200089 UA e da un'eccentricità di 0,1749527, inclinata di 5,47171° rispetto all'eclittica.